# جبل تخت سليمان
جبل تخت سليمان (بالفارسية: تخت سلیمان) جبل من سلسلة جبال البرز، شمال إيران. تخت يعني عرش سليمان (المقعد). تخت سليمان هي قمة بارزة ترتفع إلى الشمال من قمة علم كوه التي يبلغ ارتفاعها 4850 مترًا وهي أعلى نقطة لتخت سليمان ماسيف.
تخت سلیمان هي قمة وعرة للغاية تغطي منحدراتها الصخرات. الإبر التي تعتبر العديد منها بمثابة قمم فرعية.